# Matthias Wemhoff

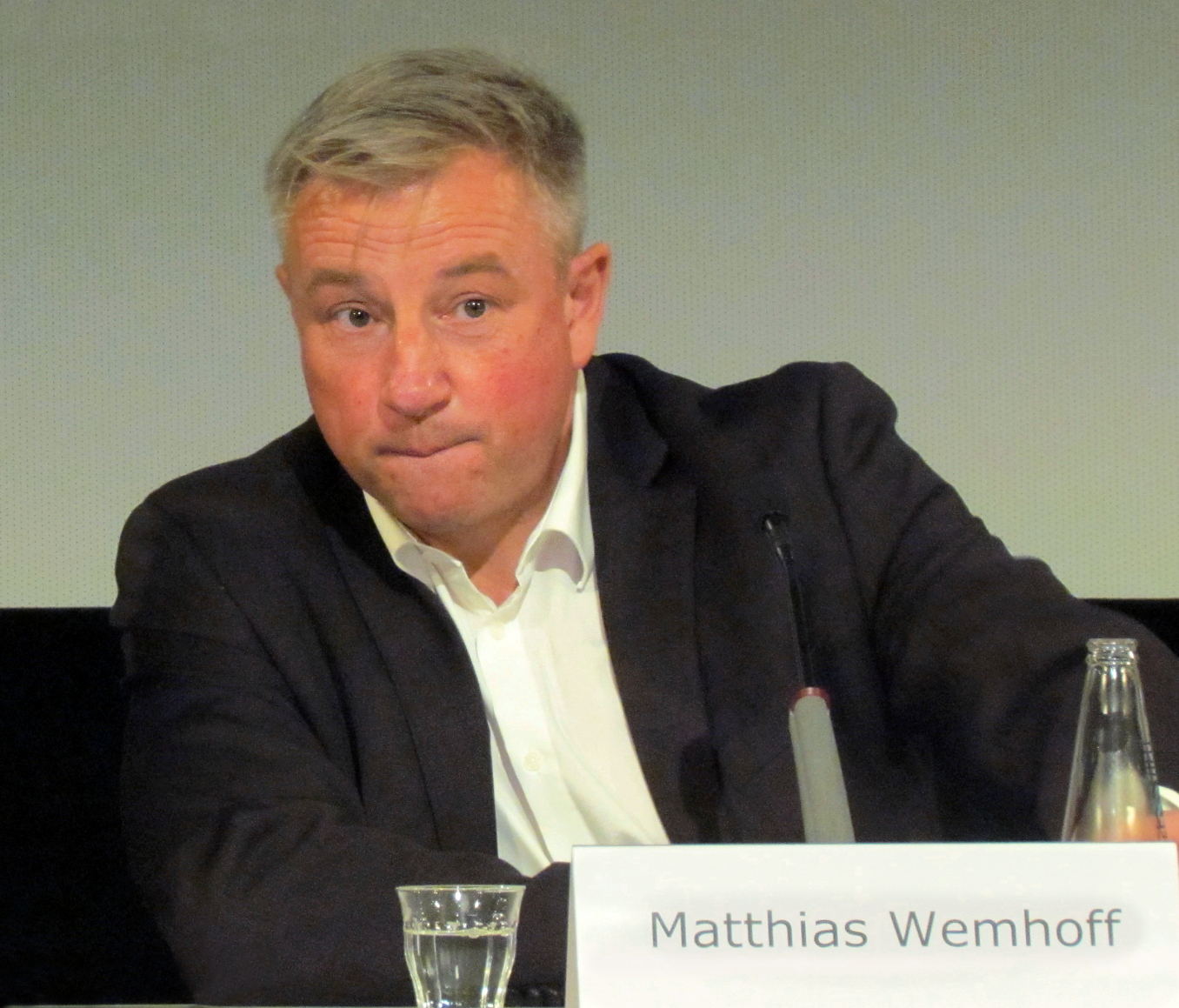
Matthias Wemhoff, 2018

Matthias Wemhoff (* 9. Mai 1964 in Münster) ist ein deutscher Mittelalterarchäologe und Direktor des Museums für Vor- und Frühgeschichte der Staatlichen Museen zu Berlin – Preußischer Kulturbesitz sowie Landesarchäologe des Bundeslandes Berlin.

## Leben
Matthias Wemhoff studierte Archäologie des Mittelalters und der Neuzeit, Mittlere- sowie Kirchengeschichte an den Universitäten Bamberg und Freiburg. Von 1988 bis 1990 leitete er in Herford die Ausgrabungsarbeiten im Bereich des Herforder Münsters, der Wolderuskapelle und des Rathauses, wo 1200 Jahre zuvor das Stift Herford gegründet worden war. Er wurde 1992 mit der von Heiko Steuer betreuten Arbeit Das Damenstift Herford. Die archäologischen Ergebnisse zur Geschichte der Profan- und Sakralbauten seit dem späten 8. Jahrhundert an der Universität Freiburg promoviert. 1992 wurde er Leiter des Museums in der Kaiserpfalz Paderborn und baute in dieser Funktion auch die Paderborner Stadtarchäologie auf. Seit 2001 lehrte er als Honorarprofessor an der Universität Paderborn. An der Universität Paderborn war Wemhoff gemeinsam mit Jörg Jarnut und Ernst Bremer Direktor des Instituts zur Interdisziplinären Erforschung des Mittelalters und seines Nachwirkens. 2003 wurde er Gründungsdirektor des Landesmuseum für Klosterkultur in Dalheim.
Zum 1. Mai 2008 wurde Wemhoff als Nachfolger Wilfried Menghins Direktor des Museums für Vor- und Frühgeschichte in Berlin und damit auch automatisch in Personalunion Landesarchäologe von Berlin. Damit gehört er auch dem Verband der Landesarchäologien als Vertreter Berlins an. Seit 2010 ist er zudem Honorarprofessor an der Freien Universität Berlin. Seit 2011 ist Wemhoff außerdem Geschäftsführer des Deutschen Verbandes für Archäologie und Herausgeber der Zeitschrift Blickpunkt Archäologie. Zusammen mit Claus von Carnap-Bornheim leitet er seit 2012 das internationale Forschungsprojekt Forschungskontinuität und Kontinuitätsforschung – Siedlungsarchäologische Grundlagenforschung zur Eisenzeit im Baltikum, das von der Mainzer Akademie der Wissenschaften und der Literatur gefördert wird. Wemhoff ist ferner Vorsitzender des Nationalen Programmbeirats zum Europäischen Kulturerbejahr 2018. In diesem Zusammenhang konzipierte er die 2018 stattgefundene Ausstellung Bewegte Zeiten. Archäologie in Deutschland im Martin-Gropius-Bau in Berlin, die die bedeutendsten archäologischen Funde der letzten 20 Jahre in Deutschland von der Steinzeit bis ins 20. Jahrhundert zeigte.
Wemhoff ist überregional insbesondere durch seine Ausstellungsarbeit bekannt. 1999 organisierte er gemeinsam mit Christoph Stiegemann vom Diözesanmuseum Paderborn die Ausstellungen 799 – Kunst und Kultur der Karolingerzeit und 2006 Canossa – Erschütterung der Welt. In Berlin folgten die Ausstellungen Deutsche und Russen – 1000 Jahre Kunst, Geschichte und Kultur im Jahr 2012 und Die Wikinger im Jahr 2014. Letztere Ausstellung entstand in Zusammenarbeit mit dem Dänischen Nationalmuseum und dem British Museum. 2020 präsentierte Wemhoff die große Ausstellung Germanen. Eine archäologische Bestandsaufnahme, die in Kooperation mit dem LVR-Landesmuseum Bonn erarbeitet wurde, in der Berliner James-Simon-Galerie und dem Neuen Museum. Aufgrund des pandemiebedingten Lockdowns im Herbst 2020 war die Ausstellung in Berlin allerdings nur sechs Wochen zugänglich. Im Anschluss wurde die Germanen-Ausstellung ab Sommer 2021 im LVR-Landesmuseum Bonn gezeigt. Zum 200. Geburtstag Heinrich Schliemanns präsentierte Wemhoff im Sommer 2022 die große Ausstellung Schliemanns Welten. Sein Leben. Seine Entdeckungen. Sein Mythos in der James-Simon-Galerie und dem Neuen Museum, die nicht nur Schliemanns Entdeckungen in Troja und Mykene behandelt, sondern auch Schliemanns Leben vor der Archäologie und seinen Aufstieg als gerissener Kaufmann erläutert und illustriert. Von Mai 2023 bis Januar 2024 zeigte Wemhoff die Ausstellung Archäologische Schätze aus Usbekistan. Von Alexander dem Großen bis zum Reich der Kuschan ebenfalls im Neuen Museum und der James-Simon-Galerie. In dieser Ausstellung wurden zum Teil noch nie gezeigte archäologische Fundstücke präsentiert, die die Zeit von der Ankunft Alexander des Großen im 4. Jahrhundert v. Chr. bis zum Reich der reiternomadischen Kuschan des 3. Jahrhunderts n. Chr. im heutigen Usbekistan behandelt. Die Ausstellung wurde gemeinsam mit dem Bundespräsidenten Frank-Walter Steinmeier und dem usbekischen Präsidenten Shavkat Mirziyoyev eröffnet.
In der ZDF-Sendung Terra X präsentierte Wemhoff 2012 eine zweiteilige Reihe über berühmte archäologische Fundstellen in Deutschland. Die beiden Episoden wurden unter dem Titel „Deutschlands Supergrabungen“ ausgestrahlt. Im August 2014 dokumentierte Wemhoff in der Reihe „Zeitreise“ die Entwicklung der Menschheit in den verschiedenen Erdteilen zur gleichen Zeit im Jahr null und 1000. 2016 wurden weitere Folgen (zu den Jahren 500 und 1500) als Fortsetzung der Reihe ausgestrahlt. Es folgten 2017 weitere Episoden zu den Jahren 1000 v. Chr. und 1800. Wemhoff ist außerdem als Moderator verschiedener anderer Fernsehbeiträge zur Archäologie tätig und veröffentlicht regelmäßig Beiträge zur Archäologie Berlins.
Wemhoff ist Mitglied in verschiedenen Beiräten und Kommissionen, zum Beispiel in der Historischen Kommission für Westfalen, in der Historischen Kommission zu Berlin und in der Altertumskommission für Westfalen. Er lebt in Potsdam.

## Schriften
Monographien
- Das Damenstift Herford. Die archäologischen Ergebnisse zur Geschichte der Profan- und Sakralbauten seit dem späten 8. Jahrhundert (= Denkmalpflege und Forschung in Westfalen. Band 24). 3 Bände. Habelt, Bonn 1993, ISBN 3-7749-2611-5.
- mit Claudia Melisch: Archäologie Berlins. 50 Objekte erzählen 10000 Jahre Geschichte. Elsengold Verlag, Berlin 2015, ISBN 978-3-944594-37-8.
- Archaeology and a complex historic event of the Nazi period – the Berlin sculpture find. In: Medieval Archaeology in Scandinavia and Beyond. History, trends and tomorrow, Hrsg. Mette Svart Kristiansen, Else Roesdahl und James Graham-Campell, Aarhus 2015, ISBN 978-87-7124-378-9.
- mit Michael Malliaris: Das Berliner Schloss. Geschichte und Archäologie. Elsengold Verlag, Berlin 2016, ISBN 978-3-944594-58-3.
- mit Gisela Graichen: Gründerzeit 1200. Wie das Mittelalter unsere Städte erfand. Propyläen, Berlin 2024, ISBN 978-3-549-10065-3.

Herausgeberschaften von Katalogen und Sammelbänden
- Kunigunde, empfange die Krone. Bonifatius, Paderborn 2002, ISBN 3-89710-231-5.
- Barocke Blütezeit. Die Kultur der Klöster in Westfalen (= Dalheimer Kataloge. Band 1). Schnell + Steiner, Regensburg 2007, ISBN 978-3-7954-1962-2.
- Säkularisation und Neubeginn. Die Kultur der Klöster in Westfalen (= Dalheimer Kataloge. Band 2). Schnell + Steiner, Regensburg 2007, ISBN 978-3-7954-1963-9.
- Der Berliner Skulpturenfund. „Entartete Kunst“ im Bombenschutt. Entdeckung, Deutung, Perspektive. Schnell + Steiner, Regensburg 2012, ISBN 978-3-7954-2628-6.
- mit Alexander Lewykin: Russen & Deutsche. 1000 Jahre Kunst, Geschichte und Kultur. Essayband und Katalog. Imhof Verlag, Petersberg 2012, ISBN 978-3-86568-805-7.
- mit Kerstin P. Hofmann und Hermann Kamp: Die Wikinger und das Fränkische Reich. Identitäten zwischen Konfrontation und Annäherung (= Mittelalterstudien. Band 29). Wilhelm Fink Verlag, Paderborn 2014, ISBN 978-3-7705-5850-6.
- Zwischen Neandertal und Berolina – Archäologische Schätze im Neuen Museum. (= Die Sammlungen des Museums für Vor- und Frühgeschichte. Band 4). Schnell + Steiner, Berlin/Regensburg 2017, ISBN 978-3-7954-2882-2.
- mit Michael Rind: Bewegte Zeiten. Archäologie in Deutschland. Michael Imhof Verlag, Petersberg 2018, ISBN 978-3-7319-0723-7.
- mit Gabriele Uelsberg: Germanen. Eine archäologische Bestandsaufnahme. wbg Theiss, Darmstadt 2020, ISBN 978-3-8062-4261-4.
- Schliemanns Welten. Sein Leben, seine Entdeckungen, sein Mythos. E.A. Seemann Verlag, Leipzig 2022, ISBN 978-3-86502-480-0.
- mit Manfred Nawroth: Archäologische Schätze aus Usbekistan. Von Alexander dem Großen bis zum Reich der Kuschan. (Ausstellungskatalog) Kadmos, Berlin 2023, ISBN 978-3-86599-545-2.

Herausgeberschaften von Reihen und Zeitschriften
- Acta Praehistorica et Archaeologica
- MittelalterStudien des Instituts zur Interdisziplinären Erforschung des Mittelalters und seines Nachwirkens, Paderborn
- Prähistorische Zeitschrift
- Studien zur Siedlungsgeschichte und Archäologie der Ostseegebiete